# Pseudomyrmex distinctus
Pseudomyrmex distinctus är en myrart som först beskrevs av Smith 1877.  Pseudomyrmex distinctus ingår i släktet Pseudomyrmex och familjen myror. Inga underarter finns listade i Catalogue of Life.